# Waltham (Vermont)
Waltham es un pueblo ubicado en el condado de Addison en el estado estadounidense de Vermont. En el año 2010 tenía una población de 486 habitantes y una densidad poblacional de 21,13 personas por km².

## Geografía
Waltham se encuentra ubicado en las coordenadas 44°8′39″N 73°14′6″O / 44.14417, -73.23500.

## Demografía
Según la Oficina del Censo en 2000 los ingresos medios por hogar en la localidad eran de $46,389 y los ingresos medios por familia eran $47,813. Los hombres tenían unos ingresos medios de $35,375 frente a los $24,444 para las mujeres. La renta per cápita para la localidad era de $21,567. Alrededor del 4.2% de la población estaban por debajo del umbral de pobreza.